# Psilopogon zeylanicus
Megalaima zeylanica là một loài chim trong họ Megalaimidae.